# Wacław Pająk
Wacław Kajetan Pająk (ur. 7 sierpnia 1891 w Radomiu, zm. 1926 w Paryżu) – polski malarz.
Edukację rozpoczął w rodzinnym mieście, a kontynuował w krakowskim Gimnazjum im. Jana III Sobieskiego. Po raz pierwszy wystawił swoje prace w 1911, na wystawie Niezależnych zaprezentowano sześć prac Wacława Pająka. W 1913 zdał egzamin dojrzałości, w tym samym roku jego prace wystawiono w warszawskim Salonie Towarzystwa Zachęty Sztuk Pięknych. Pod koniec 1913 artysta wyjechał do Paryża, gdzie rozpoczął studia na wydziale malarstwa i architektury w Académie des Beaux-Arts. Naukę malarstwa kontynuował w pracowni Maurice’a Denisa w Académie Paul Ranson, był zaangażowany w działalność prowadzonych przez Stefanię Łazarską warsztatów sztuki stosowanej. Wstąpił do organizowanej we Francji w maju 1918 armii polskiej, był uczniem szkoły podoficerskiej w Vincennes-Mens i oficerskiej szkoły artylerii w Fontainebleau. Wyjechał do Polski, gdzie walczył w wojnie polsko-bolszewickiej, za odwagę podczas działań zbrojnych został odznaczony Krzyżem Walecznych. Po zakończeniu walk w 1920 powrócił do Francji. Od 1922 wystawiał swoje prace na Salonie Jesiennym, a od 1923 w Salon des Indépendants. W 1924 uczestniczył w zorganizowanej przez paryskie Stowarzyszenie Francusko-Polskie Wystawie Artystów Polskich. W kraju po raz ostatni wystawił swoje prace w warszawskim Towarzystwie Zachęty Sztuk Pięknych w 1925.